# Christian Loose

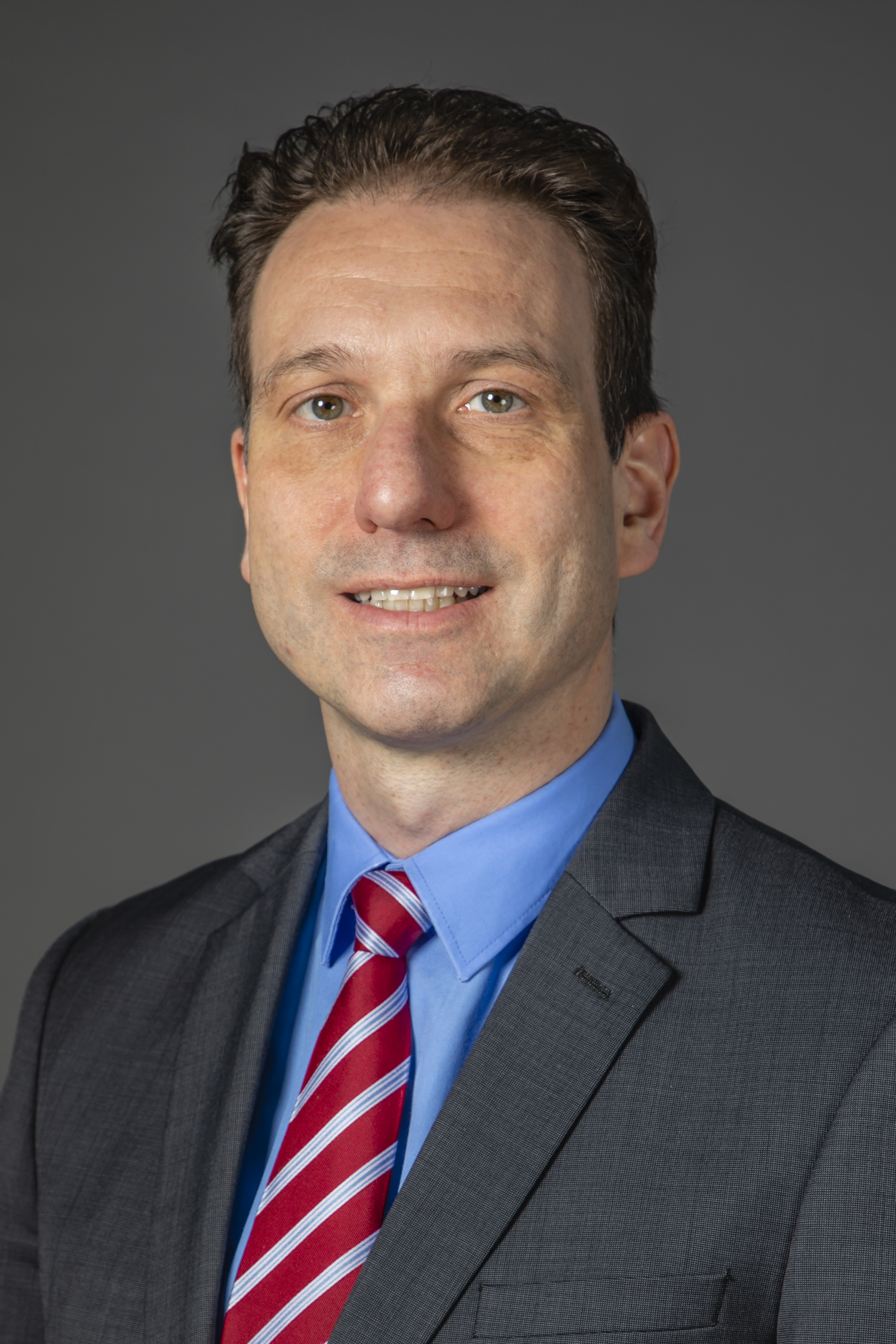
Christian Loose (2019)

Christian Loose (* 11. Oktober 1975 in Ibbenbüren) ist ein deutscher Politiker der AfD. Er ist seit 2017 Abgeordneter im Landtag von Nordrhein-Westfalen.

## Ausbildung und Beruf
Nach dem Abitur am Goethe-Gymnasium in Ibbenbüren absolvierte Loose eine Lehre zum Bankkaufmann. Er studierte parallel an der Fern-Universität Hagen und setzte sein Studium von 1999 bis 2002 Betriebswirtschaftslehre an der Universität Münster fort. Sein Studium schloss er mit Diplom ab. Anschließend arbeitete er von 2002 bis 2008 als wissenschaftlicher Mitarbeiter an der Fernuniversität in Hagen.
Seit 2009 arbeitete Christian Loose als Controller in einem Energieunternehmen.

## Politik
Im Juni 2013 trat Loose in die AfD ein. Er ist Vorsitzender der AfD in Bochum. Über die Parteienliste der AfD Bochum zog Loose am 26. Juni 2014 in den Stadtrat der Stadt Bochum ein.
Bei der Landtagswahl in Nordrhein-Westfalen 2017 kandidierte er auf Platz sieben der Landesliste und wurde so in den Landtag gewählt. Bei der Landtagswahl 2022 trat er als Direktkandidat im Landtagswahlkreis Bochum III an und zog über den vierten Platz der AfD-Landesliste in den Landtag ein.
Loose ist Schatzmeister des AfD-nahen Immanuel-Kant-Vereins.

## Privates
Christian Loose ist verheiratet und Vater eines Kindes. Von 1995 bis 1996 war Loose ein Jahr im Vorstand des Kolpingvereins Püsselbüren und von 1996 bis 2000 in der zugehörigen Jugendarbeit tätig.